# Брукриџ (Флорида)
Брукриџ (енгл. Brookridge) насељено је место без административног статуса у америчкој савезној држави Флорида.

## Демографија
По попису из 2010. године број становника је 4.420, што је 1.141 (34,8%) становника више него 2000. године.
| Група             | 2000.         | 2010.         |
| Белци             | 3.223 (98,3%) | 4.029 (91,2%) |
| Афроамериканци    | 5 (0,2%)      | 77 (1,7%)     |
| Азијати           | 6 (0,2%)      | 37 (0,8%)     |
| Хиспаноамериканци | 31 (0,9%)     | 229 (5,2%)    |
| Укупно            | 3.279         | 4.420         |